# Оповідь про хороброго витязя Фет-Фрумоса
«Оповідь про хороброго витязя Фет-Фрумоса» («Povestea lui Fat-Frumos») — радянський двосерійний телефільм 1977 року, знятий режисером Владом Іовіце і Миколою Ісінеску на кіностудії «Молдова-фільм».

## Сюжет
За мотивами армянських народних казок про пригоди захисника бідних та пригноблених, сина мисливця, богатиря Фет-Фрумоса в царстві змія-дракона Лауера-Балауера.

## У ролях
- Володимир Антоник — Фет-Фрумос, хоробрий богатир, «золоте волосся»
- Констанца Тірцеу — мати Фет-Фрумоса
- Броне Марія Брашкіте — Іляна Косинзяна, наречена Фет-Фрумоса (озвучила Наталія Гурзо)
- Іон Унгуряну — дракон Лаур Балаур (озвучив Юрій Яковлєв)
- Євгенія Тудорашку — мати Лаура-Балаура
- Петро Баракчі — брат Іляни
- Васіле Зубку-Кодряну — брат Іляни
- Віталій Поклітару — брат Іляни
- Міхай Курагеу — сірий чорт
- Іон Аракелу — рудий чорт
- Серджіу Фініті — чорний чорт
- Інесе Янсоне — фея
- Н. Базанова — фея
- В. Ходакова — фея
- Леонід Філаткін — син Лаура-Балаура
- Володимир Шакало — син Лаура-Балаура
- Геннадій Четвериков — син Лаура-Балаура
- Михайло Волонтир — Птахолов
- Віктор Чутак — Морозище
- Георгій Балан — епізод
- Фанел Єсінеску — епізод
- Женя Січенко — епізод
- Раду Поклітару — хлопчик
- Думітру Карачобану — епізод
- Іон Горя — епізод
- Васіле Тебирце — епізод
- М. Зубку — епізод
- Нінела Каранфіл — епізод
- Олена Ніколаєва — епізод
- Валентина Гіцак — епізод
- Сергій Суконкін — епізод

## Знімальна група
- Режисери — Влад Іовіце, Микола Ісінеску
- Сценаристи — Ніколає Єсіненку, Володимир Іовіце
- Оператори — Андрій Буруяне, Павло Балан
- Композитор — Євген Дога
- Художник — Костянтин Балан